# أحمد بن علي الدمهوجي
أحمد زيد على بن أحمد الدمهوجي (1761م- 1831م) الشافعي الشيخ الخامس عشر للأزهر، ينسب إلي قرية الدمهوج بمحافظة المنوفية، ولي المشيخة 1829 وبقى بها ستة أشهر حتى لقى ربه، كان عازفاً عن زينة الدنيا ومظاهرها، منقطعاً للتدريس والعبادة، ولذا قل ما عرف من أخباره.

## نسبته
ولد بالقاهرة سنة 1170 هـ، وقيل سنة 1176 هـ. كانت داره برقعة القمح، وراء رواق الصعايدة، بجوار الأزهر، وهناك عطفة تعرف بعطفة الدمهوجي. ويعود نسب الشيخ الدمهوجي إلى قرية دمهوج بمحافظة المنوفية، بالقرب من بنها، وهي القرية التي يرجع إليها أصل عائلته وإقامتهم فيها قبل انتقالهم إلى القاهرة، لذلك انتسب إليها، برغم أن ولادته كانت في القاهرة.

## نشأته ومراحل تعليمه
تلقى الشيخ الدمهوجي العلوم الأزهرية على أيدي علماء الأزهر وشيوخه، وأثبت في تحصيل العلوم درجة عالية، وشغفًا عظيمًا، فقد كان ذكاؤه باهرًا.

## منزلته
كان الشيخ الدمهوجي حسن الصورة، هادئ الطبع، زاهدًا، منقطعًا للعبادة والتدريس وتحصيل العلم.
وقد جاء في كتاب حلية البشر في تاريخ القرن الثالث عشر وصفًا للشيخ الدمهوجي أنه:
«الفاضل الجهبذ الهمام، والعاقل العالم الإمام، من استوى على عرش العلوم، وثوى على مهاد المنطوق منها والمفهوم، فهو الفرد الكامل المستجمع لفرائد الفضائل، قد حضر دروس علماء عصره، وفاق حتى انفرد في مصره، وشهد له العموم بأنه بكمال الفضل موسوم، وأذن له شيوخه ذوو المقام المنيف بالتدريس والإفتاء والتأليف، وانتشر في الأقطار ذكره وسما في الأمصار قدره، ولم تزل سيرته حسنى إلى أن دعي إلى المحل الأسنى، وذلك في رمضان سنة ألف ومائتين وست وأربعين». ولم يأخذ الشيخ حقَّهُ من الشُّهْرَةِ والذُّيوع رغم تلاميذه الكثيرين؛ لانقطاعه للعبادة، وحبه في عدم الظهور وإلقاء الضوء على شخصه. ولا يعرف عن حياته إلا القليل، ولعل هذا يرجع إلى زُهده وتواضعه وبُعده عن مظاهر الحياة ومشاغلها، وانقطاعه الكامل للدراسة والتدريس بالأزهر، فإذا فرغ من دروسه أقبل على الصلاة والعبادة بمسجد الأزهر، وهكذا عاش متفرغًا للتدريس والدراسة والعبادة لله.

## ولايته للمشيخة
بعد وفاة الشيخ العروسي ظل منصب مشيخة الأزهر خاليًا إلى أن جاء قرار الوالي -بعد إجماع العلماء- بتكليف الشيخ الدمهوجي لتحمل أعباء هذا المنصب، وعُيِّن الشيخان المهدي والأمير وكيلين للشيخ الدمهوجي نظرًا لكبر سنه، واحتياجه لمن يساعده في القيام بمهام هذا المنصب. وقد تولَّى الشيخ الدمهوجي مشيخة الأزهر فترة قصيرة جدًّا وهي ستة شهور فقط، حتى توفاه الله.

## وفــاتــه
توفي الشيخ الدمهوجي ليلة الأضحى سنة 1246 هـ الموافق 21 مايو سنة 1831 م.